# Струнний оркестр

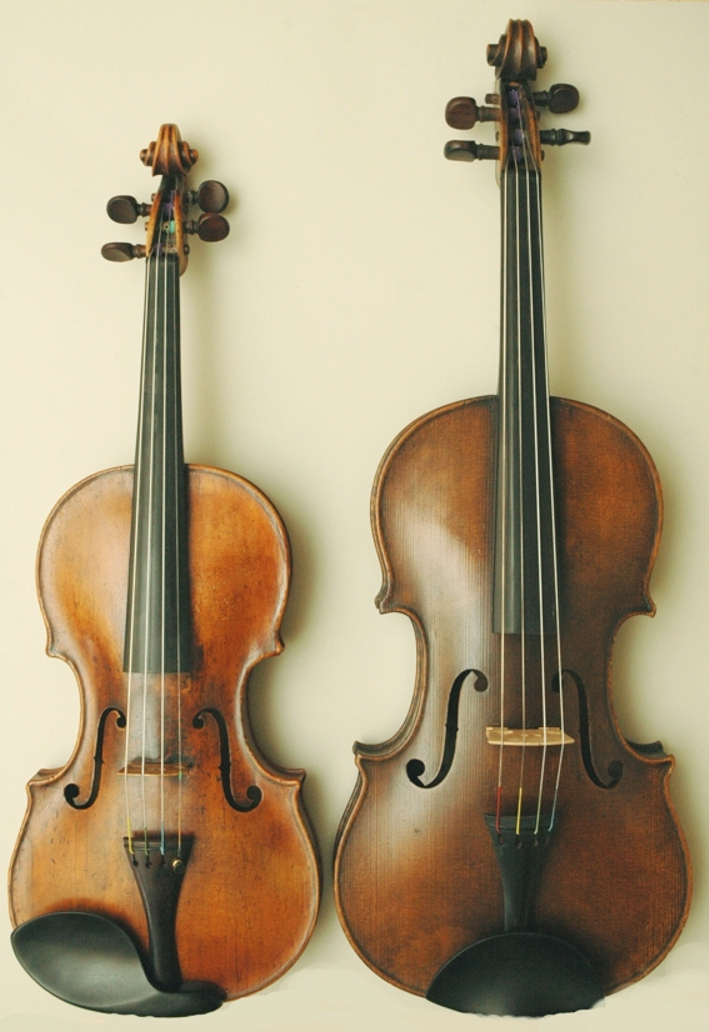
Скрипка та альт

Струнний оркестр — це музичний ансамбль, що складається тільки зі струнних інструментів. Фактично струнний оркестр є основою симфонічного оркестру, його групою смичкових струнних інструментів. До струнного оркестру входять п'ять партій: дві групи скрипок (перші скрипки та другі скрипки), а також альти, віолончелі та контрабаси. Такий тип оркестру відомий з XVI—XVII століть.

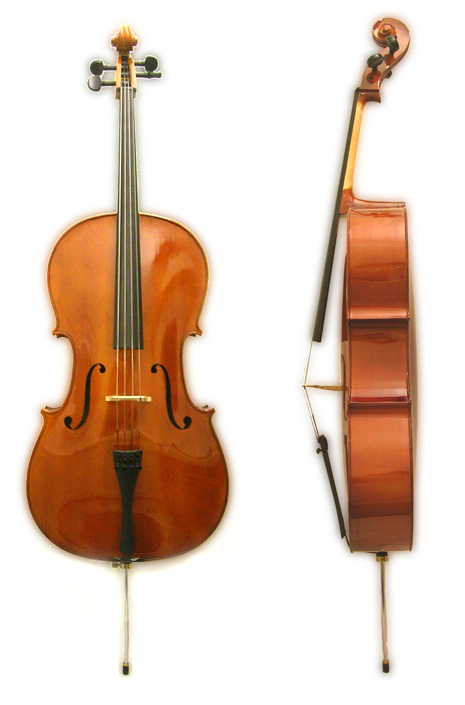
Віолончель

Великий струнний оркестр складається з 16 перших скрипок, 14 других скрипок, 12 альтів, 10 віолончелей і 8-10 контрабасів.
Менша форма струнного оркестру — камерний струнний оркестр складається з 8 перших скрипок, 6 других скрипок, 4 альтів, 3 віолончелей та 2-3 контрабасів.
Найменша форма струнного оркестру — струнний квартет, що складається з першої скрипки, другої скрипки, альта та віолончелі.

## Струнні оркестри України

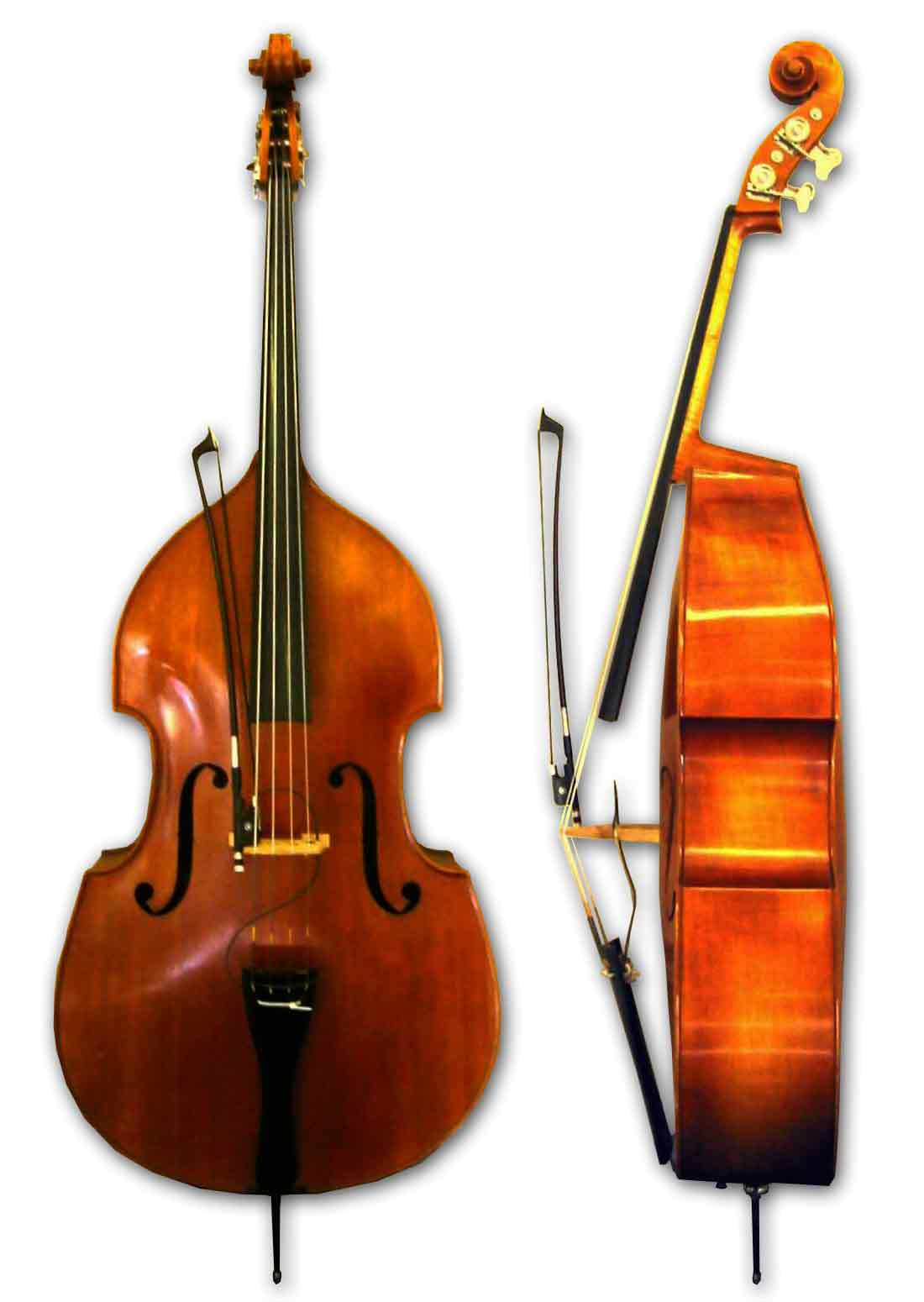
Контрабас

- «Київський камерний оркестр» — камерний оркестр Національної філармонії України, заснований у 1963 році.
- «Київська камерата» — Національний ансамбль солістів, заснований у 1977 році в Києві.
- «Київські солісти» — Національний камерний ансамбль, створений у 1995 році.
- «Академія» — львівський камерний оркестр, заснований у 1959 році у Львівській консерваторії імені Миколи Лисенка.
- «Віртуози Львова» — академічний камерний оркестр, створений 1994 року у Львові.
- «Harmonia Nobile» — академічний камерний оркестр Івано-Франківської обласної філармонії, створений у 1985 році.
- «Концертіно» — камерний оркестр Вінницької обласної філармонії (місто Кропивницький).
- «Continuo» — камерний оркестр Тернопільської обласної філармонії, заснований у 2001 році.
- «Галицький муніципальний камерний оркестр» — комунальний струнний оркестр управління культури і мистецтв Тернопільської міської ради, створений у 1991 році.
- «Квартет імені Лисенка» — струнний квартет, заснований 1951 року у Києві.
- Львівський струнний квартет — створений за ініціативою Зенона Дашака, існував у 1965—2005 роках.[1]

## Репертуар струнного оркестру (вибірковий)
- Вольфганг Амадей Моцарт — «Маленька нічна серенада»
- Джакомо Пуччіні — «Скерцо ля мінор для струнних»
- Карл Дженкінс — «Палладіо»
- Самюел Барбер — «Адажіо для струнних»
- Мирослав Скорик — «Три фантазії з лютневої табулатури XVI ст.»
- Євген Станкович — «Симфонія № 1 для струнних» (Sinfonia larga) та «Симфонія № 4 для струнних» (Sinfonia lirica)
- Ейтор Вілла-Лобос — «Сюїта для струнних»
- Валентин Сильвестров — «Поема пам'яті Лятошинського» для камерного оркестру